# Álvaro de Meneses Alves Reis Gomes
Álvaro de Meneses Alves Reis Gomes foi um professor, jornalista e escritor português.

## Biografia
Numa portaria publicada no Diário do Governo de 30 de Junho de 1932, o governo ordenou, pelo Ministério da Instrução Pública, que fosse dado um testemunho de louvor público a Álvaro Reis Gomes, pelo seu zelo como professor na Escola Comercial e Industrial de António Augusto de Aguiar, no Funchal, e por ter editado o Anuario, publicação de propaganda do ensino técnico na Ilha da Madeira. Entre 1939 e 1951, exerceu funções directivas na Escola António Augusto de Aguiar.
Foi presidente do Club Sport Marítimo entre 1935 e 1936.
Publicou as obras O Comércio: Sua Origem e Evolução Histórica em 1929, e A Lição de Salazar: Dez anos no Ministério das Finanças a Bem da nação em 1938.

## Homenagens
Em 20 de Abril de 1945, foi homenageado com o grau de Comendador na Ordem da Instrução Pública.